# Грчка кухиња
Грчка кухиња (грч. Ελληνική κουζίνα) је Медитеранска кухиња. Савремена грчка кухиња увелико користи поврће, маслиново уље, житарице, рибу, вино (бело и црвено) и месо (укључујући јагњетину, живину, телетину, говедину, зечетину и свињетину). Међу остале важне састојке спадају маслине, тестенина (нарочито хилопитес, врста тестенине слична таглиателама), сир, лимунов сок, зачинско биље, хлеб и јогурт. Најкоришћенија житарица је пшеница; понекад се користи и јечам. Уобичајени састојци десерта су орашасти плодови, мед, воће и фило пециво. Под великим је утицајем османске кухиње, па тако, посебна кухиња анатолианских Грка прави јела као што су баклава, таратор, жиро, мусака, долмаде, јувалракија и кефтети. У још већој мери је под утицајем италијанске кухиње и кухиња других суседних јужноевропских земаља, међу којима се често могу наћи кухиње средоземних острва.

## Преглед
Најкарактеристичнији и најстарији елемент грчке кухиње је маслиново уље које се користи у већини јела. Произведен је од маслина које се истичу у читавом региону и доприноси карактеристичном укусу грчке хране. И саме маслине се често једу. Основне житарице у Грчкој су пшеница, иако се узгаја и јечам. Најкорисније поврће у грчким јелима укључује парадајз, патлиџан (плави парадајз), кромпир, боранију, бамију, зелену паприку и црни лук. Мед у Грчкој је углавном из нектара воћа и стабала цитруса: лимуна, поморанџе, горке поморанџе, тимијановог меда и боровог меда. На Егејском острву Хиос узгаја се мастика (ароматична смола боје слоноваче). 
Грчка кухиња користи неке ароме чешће од осталих медитеранских кухиња, међу коима су најчешће оригано, нана, бели лук, црни лук, мирођија и ловоров лишће. Остале уобичајене биљке и зачини су босиљак, мајчина душица и семе коморача. Першун се такође користи као украс на неким јелима. Многи грчки рецепти, посебно у северним деловима земље, користе „слатке” зачине у комбинацији с месом, на пример цимет или каранфилићи у комбинацији са паприкашем (са месом).
Клима и терен у Грчкој не погодују узгоју коза, оваца и говеда, тако да су говеђа јела ретка. Рибља јела су уобичајена у приобаљу и на острвима. У грчкој кухињи користе се разне врсте сирева, укључујући фета, касери, кефалотири, гравиера, антотајрос, маноури, метсовоне, ладотајри (сир са маслиновим уљем), калатаки (специјалитет са острва Лимнос), катики-тсалафоути (кремасти сир, погодан за намазе) и мизитра.
Сматра се да је превелика префињеност против срдачног духа грчке кухиње, иако недавни трендови међу грчким кулинарским круговима имају тенденцију да фаворизују нешто префињенији приступ. 
Вечера је уобичајена у Грчкој, и то већ дуже време. Таверна и естиоаторио су широко распрострањени, служећи домаћој кухињи по приступачним ценама за локално становништво и туристе. Недавно је брза храна постајала све раширенија, са локалним ланцима као што је Гуди, али већина Мекдоналдса је тада затворена. Локално становништво и даље углавном једе храну из грчке кухиње. Поред тога, неке традиционалне грчке намернице као што су сувлаки, гирос и пита, односно пита хлеб (источњачка верзија танког, округлог хлеба, код нас познатог као лепиња или сомун, али нешто тањи - најчешће спремљена као тиропита и спанакопита) често се послужују као брза храна.

## Галерија
- Каламате маслине
- Мајчина душица
- Дакос
- Тсигаридиа

- Лагана
- Грчка салата
- Мусака
- Гирос

- Меломакарона
- Мелитинија колачи
- Фрапе кафа
- Ботарга
- Зељаница